# Marquesado de la Nava de Barcinas
El marquesado de la Nava de Bárcinas es un título nobiliario español creado por el rey Carlos II en 1700 a favor de Diego de Vargas Zapata y Luján, como gobernador y pacificador de Santa Fe.  Su nombre se refiere a la pedanía de Barcinas, situada en el municipio granadino de Iznalloz.

## Marqueses de la Nava de Barcinas
- Diego de Vargas Zapata y Luján, I marqués de la Nava de Barcinas;
- Isabel María de Vargas y Pimentel, II Marquesa de la Nava de Barcinas, casada con Ignacio López de Záratie, II marqués de Villanueva de la Sagra.
- Diego José López de Zárate y Vargas, III marqués de la Nava de Barcinas;
- Antonio María López de Zárate y Gaytan, IV marqués de la Nava de Barcinas;
- Ignacio Joaquín López de Zárate y Gaytan, V marqués de la Nava de Barcinas;
- Isidro López de Zárate y Gamarra, VI marqués de la Nava de Barcinas;
- Ignacio Jose López de Zárate y Davila-Ponce de León, VII marqués de la Nava de Barcinas;
- Miguel Dorado y López de Zárate, VIII marqués de la Nava de Barcinas;
- Francisco Dorado y López de Zárate, IX marqués de la Nava de Barcinas;
- Manuel Dorado y Rodríguez de Campomanes, X marqués de la Nava de Barcinas;
- Mariano Dorado y Rodríguez de Campomanes, XI marqués de la Nava de Barcinas;
- Joaquín Dorado y Aguilar (m. en 2015), XII marqués de la Nava de Barcinas.
- Paloma Dorado y Hernáinz (m. 2017), XIII marquesa de Nava de Barcinas[1]

- Álvaro Caveda Dorado, XIV marqués de la Nava de Barcinas[2]